# Дарко Дуньїч
Дарко Дуньїч ((серб. Дарко Дуњић, Darko Dunjić), нар. 8 лютого 1981, Кралево, СФРЮ) — сербський футболіст, захисник.

## Клубна кар'єра
Почав грати в команді з рідного міста, «Слога», з третього дивізіону національного чемпіонату. Пізніше перейшов в відомий сербський клуб «Црвена Звезда». У 2001 році перейшов в «Спартак» (Суботіца), провів два роки в клубі і відправився в «Банат». У 2005 році переїхав в Україну до криворізького «Кривбасу». У 2007 році перейшов в «Зорю» з Луганська, був одним з лідером команди, але в кінці сезону був виставлений на трансфер. У нього були пропозиції від «Ліворно» і «НАК Бреди», але його купила «Бастія» за 150 тисяч євро, а Дарко підписав трирічний договір.[джерело?]

## Кар'єра в збірних
У збірній Сербії не грав, але виступав за юнацькі та молодіжні збірні Югославії.

## Особисте життя
Дуньїч одружився 1 липня 2007 року в Сербії. Зі своєю майбутньою дружиною познайомився п'ять років тому через свого кращого друга. Тоді він ще грав в «Црвені Звезді», а вона вчилася в Белграді в інституті на вчителя. Через 2,5 роки поїхав в Україну, але це не вплинуло на їхні стосунки. Вона була постійно поруч в Кривому Розі, зрідка їздила в Сербію, як того вимагала навчання або до батьків. Вони у неї живуть в Італії. На їхньому весіллі був присутній Мирко Буньєвчевич, а також тодішній головний тренер «Зорі» Олександр Косевич.